# Hierodula philippina
Hierodula philippina es una especie de mantis de la familia Mantidae.

## Distribución geográfica
Se encuentra en las Filipinas.